# Vera Baboun
Vera George Ghattas Baboun (ar. فيرا جورج غطاس بابون, ur. 6 października 1964) – palestyńska polityk, pierwsza kobieta na stanowisku burmistrza Betlejem. Ma tytuł magistra z dziedziny literatury afroamerykańskiej. Jest również naukowcem i wykładowcą akademickim.

## Życiorys
W latach 1990–2010 była wykładowcą literatury angielskiej na Uniwersytecie Betlejem.
W 2010 została dyrektorem Katolickiej Szkoły Wyższej w Bajt Sahur. Pełniła to stanowisko 2 lata.

### Kariera polityczna
Baboun, mimo braku wcześniejszego doświadczenia w polityce, w 2012 postanowiła kandydować w wyborach samorządowych w Betlejem. Była przewodniczącą Bloku na rzecz Niepodległości i Rozwoju, złożonego z 12 muzułmanów i chrześcijan, którzy należeli do organizacji al-Fatah. Jej ugrupowanie było oceniane przez izraelską prasę jako apolityczne i technokratyczne. W czasie trwania kampanii wyborczej w Betlejem odnotowano najwyższą stopę bezrobocia na terenie całego Zachodniego Brzegu (18%). Ponadto, na skutek emigracji populacji chrześcijańskiej, w tym okresie w mieście doszło do znacznych przeobrażeń demograficznych. Vera Baboun stwierdziła, że źródłem największych problemów Betlejem było wprowadzenie muru bezpieczeństwa – bariery terenowej, zbudowanej z inicjatywy Izraela celem ochrony izraelskich obywateli przed ewentualnymi atakami terrorystycznymi ze strony mieszkańców Zachodniego Brzegu Jordanu. Według Baboun, mur ten był jedynie przeszkodą w rozwoju miasta. Komentatorzy dawali jej małe szanse na wygraną w wyborach. Mimo to jej blok zdobył w wyborach najwięcej głosów. W konsekwencji Baboun została wybrana na urząd burmistrza. Stało się to podczas posiedzenia Rady Miejskiej, na którym uzyskała poparcie 9 radnych (jej przeciwnik otrzymał 6 głosów).
W 2017 roku nie ubiegała się o reelekcję.

## Życie prywatne
Baboun jest matką pięciorga dzieci. Jest katoliczką.

## Wybrane publikacje
2016 – Pour l’amour de Bethléem, Ma Ville Emmurée, (pol: Z miłości do Betlejem);
2014 – Women and ICT in Africa and The Middle East; Changing Selves, Changing Societies. (pol: Kobiety i ICT w Afryce i na Bliskim Wschodzie) autorka rozdziału zatytułowanego Scheherazades of today: young Palestinian women use technology to speak up and effect change (pol:Dzisiejsze Szecherezady – młode kobiety z Palestyny korzystają z technologii, by upominać się o swoje prawa);
2012 – Edward Said: A Mentor Who Mastered Speaking Truth to Power (pol:Edward Said: Człowiek, który był mistrzem w głoszeniu prawdy)